# Ami (lud)
Ami (chiń. 阿美族; pinyin Āměi zú; nazwa własna: Amis „Północni” lub Pangcah „Ludzie”) – rdzenna grupa etniczna zamieszkująca Tajwan, zaliczana do Aborygenów tajwańskich. Ami posługują się własnym językiem amis, należącym do grupy tajwańskiej języków austronezyjskich. W 2004 roku ich liczebność wynosiła około 160 tysięcy, co stanowiło ponad ⅓ ogólnej populacji tajwańskich Aborygenów. Ami dzielą się na pięć głównych grup terytorialnych. Tradycyjna religia Ami oparta była na animizmie i kulcie przodków; po chińskim podboju Tajwanu upowszechnił się wśród nich buddyzm, a w późniejszym okresie znaczna część przyjęła chrześcijaństwo.
Ojczystą ziemią Ami są nizinne wybrzeża wschodniej części Tajwanu (region między Hualian i Taidong). W przeszłości żyli w dużych osadach, liczących od tysiąca do dwóch tysięcy mieszkańców. Społeczeństwo Ami było matrylinearne, a własność dziedziczyła najstarsza córka. Głową klanu był matrylinearny wuj. Prowadzili gospodarkę wypaleniskową, a podstawę ich rolnictwa stanowiło głównie proso, bataty i palma betelowa. Dużą rolę w ich życiu miało także rybołówstwo. Mieszkali w chatach budowanych z bambusa, trzciny i drewna. Wielkie znaczenie w kulturze Ami odgrywało obchodzone na przełomie lipca i sierpnia święto zbiorów Ilisin, wyznaczające początek nowego roku.
Pod względem genetycznym odróżniają się od pozostałych grup aborygeńskich Tajwanu, wykazując pewne pokrewieństwo z ludnością Nowej Gwinei i Aborygenami australijskimi. Dało do asumpt do teorii, iż przybyli na Tajwan w oddzielnej fali osadniczej.